# První vláda Hermanna Müllera
První vláda Hermanna Müllera byla vláda Německé říše v období Výmarské republiky, působila od 27. března do 21. června 1920.
Vláda měla 13 (později 12) členů a tvořila ji koalice Sociálnědemokratické strany Německa (SPD), Centra a Německé demokratické strany (DDP). Portfeje byly původně rozděleny v poměru 6:4:3. Vláda disponovala v říšském sněmu 330 poslanci. Kabinet rezignoval po volbách v červnu 1920, kdy vládní strany utrpěly porážku, a skončilo tak vládnutí Výmarské koalice.

## Vznik vlády

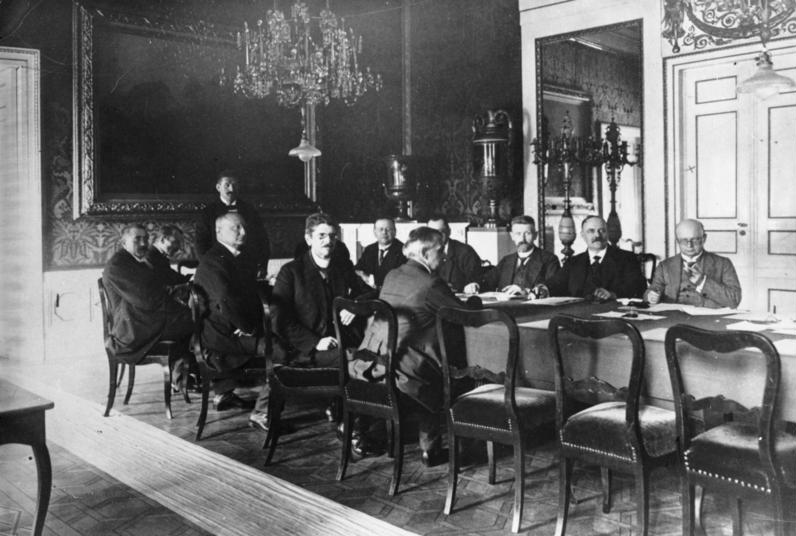
Vláda na dobové fotce

V půlce března 1920 vypukl v Berlíně Kappův puč, při kterém se pokusily pravicově smýšlející vojenští velitelé s pomocí Freikorps chopit moci. Vláda kancléře Bauera před povstáním uprchla z hlavního města a s pomocí odborů vyhlásila generální stávku. Většina německých obyvatel se k ní přidala, a tak puč rychle zkolaboval. Vláda se následně vrátila do Berlína a chtěla ukončení stávky. Proti se ale postavily odbory, které konec stávky podmiňovaly devítibodovým programem. Požadavky se týkaly odsouzení všech pučistů, rozpuštění polovojenských organizací, znárodnění průmyslu a účasti levicových radikálů na příští vládě. V bezvýsledné situaci kancléř Bauer podal demisi své vlády.
Na nového kancléře sociální demokraté navrhli Hermanna Müllera, který působil v předchozí vládě jako ministr zahraničí. Bývalý kancléř Bauer zůstal součástí vlády jako ministr pro říšské klenoty a později pro dopravu. Naopak poroučet se museli Eugen Schiffer, ministr spravedlnosti, který vyjednával s pučisty, a Gustav Noske, ministr obrany, který byl obviňován z liknavého postupu proti pučistů, zatímco levicová povstání nechával okamžitě krvavě potlačit.  

## Politika vlády
Ačkoliv byla vláda u moci pouze 82 dní, provedla několik zásadních rozhodnutí. V první řadě nechala krvavě potlačit levicové povstání v Porúří. Na druhou stranu povolila do Socializační komise, která se od roku 1918 zabývala možnostmi socializace německého průmyslu, vstoupit několika členům USPD. Kancléř to viděl jako jedinou možnost, jak si naklonit dělníky pro rozhodnutí komise. V sociální politice zavedla systém péče o válečné invalidy, kdy firmy s více než 20 zaměstnanci byly povinné zaměstnat válečné veterány aspoň na poloviční úvazek. Byly zvýšeny platy státním úředníkům a dávky v nezaměstnanosti a férověji nastaven vztah mezi nájemcem a pronajímatelem.  

## Konec vlády
Po předčasných volbách v červnu 1920 ztratila Müllerova SPD 62 mandátů a její koaliční partneři si nevedli o moc lépe (Centrum ztratilo 27 a němečtí demokraté 36 křesel). Vládní koalice již nedosáhla na většinu ve sněmu a Müllerův kabinet podal demisi. Prezident Ebert dal možnost složit novou vládu opět sociálním demokratům a Müller se pokusil vyjednávat s USPD, která získala 83 mandátů a byla druhou nejsilnější stranou ve sněmu. Její zástupci ale odmítali koalici s nesocialistickými stranami a SPD s USPD neměly dohromady ve sněmu většinu. Müller odmítl do koalice zahrnout pravicovou DVP, a tak vrátil mandát prezidentovi. Nakonec vznikl menšinový kabinet kancléře Fehrenbacha složený z Centra, DDP a DVP, který se opíral o toleranci SPD.

## Seznam členů vlády

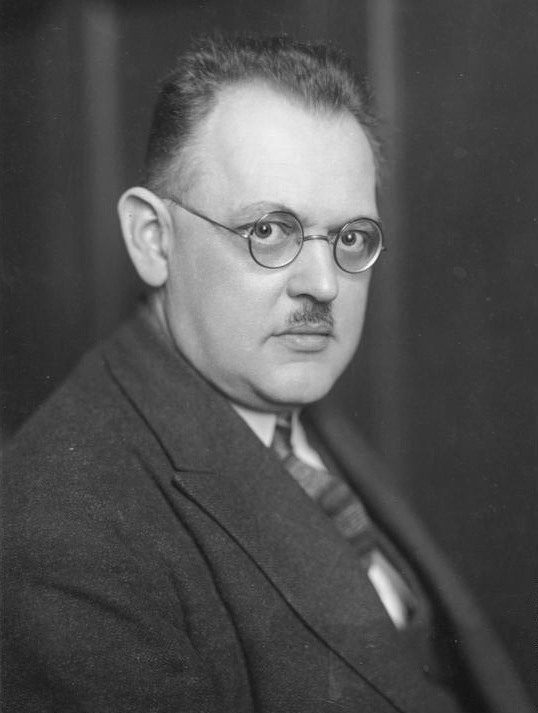
Kancléř Müller

| Portfej        | Ministr            | Strana | Strana  | Nástup do úřadu | Odchod z úřadu  |
| -------------- | ------------------ | ------ | ------- | --------------- | --------------- |
| říšský kancléř | Hermann Müller     |        | SPD     | 27. března 1920 | 21. června 1920 |
| vicekancléř    | Erich Koch-Weser   |        | DDP     | 27. března 1920 | 21. června 1920 |
| vnitro         | Erich Koch-Weser   |        | DDP     | 27. března 1920 | 21. června 1920 |
| zahraničí      | Hermann Müller     |        | SPD     | 27. března 1920 | 10. dubna 1920  |
| zahraničí      | Adolf Köster       |        | SPD     | 10. dubna 1920  | 21. června 1920 |
| justice        | Andreas Blunck     |        | DDP     | 27. března 1920 | 21. června 1920 |
| finance        | Joseph Wirth       |        | Centrum | 27. března 1920 | 21. června 1920 |
| hospodářství   | Robert Schmidt     |        | SPD     | 27. března 1920 | 21. června 1920 |
| výživa         | Andreas Hermes     |        | Centrum | 27. března 1920 | 21. června 1920 |
| práce          | Alexander Schlicke |        | SPD     | 27. března 1920 | 21. června 1920 |
| ozbrojené síly | Otto Geßler        |        | DDP     | 27. března 1920 | 21. června 1920 |
| doprava        | Johannes Bell      |        | Centrum | 27. března 1920 | 1. května 1920  |
| doprava        | Gustav Bauer       |        | SPD     | 1. května 1920  | 21. června 1920 |
| pošty          | Johannes Giesberts |        | Centrum | 27. března 1920 | 21. června 1920 |
| říšské klenoty | Gustav Bauer       |        | SPD     | 27. března 1920 | 21. června 1920 |
| bez portfeje   | Eduard David       |        | SPD     | 27. března 1920 | 21. června 1920 |